# サンジゲン
株式会社サンジゲン（英: SANZIGEN Inc.）は、日本の3DCGアニメ制作会社。株式会社ウルトラスーパーピクチャーズの連結子会社。

## 沿革
フリーランスで活動後、GONZOにて一年間活動した松浦裕暁が退社後、2003年に数名の仲間とともにフリーランス集団「三次元」を結成。その後、2006年3月に鈴木大介、足立博志、名倉晋作、志賀健太郎と共に「株式会社サンジゲン」として会社を設立した。設立当初はスタジオ・イースター第2スタジオの一室で活動していた。その後、活動拠点を同敷地内の第1榎本ビルに移設し、2011年に本社を東京都杉並区上荻1丁目2番1号インテグラルタワー17F（現：Daiwa荻窪タワー）に移転した。東京以外にも京都、福岡、名古屋に支社がある。2019年5月からは東京都立川市に第二スタジオを開設。これにより全国5か所を拠点としての活動となる。
アニメーション作品における3DCG制作をはじめ、2Dデジタル作画・3Dモニターグラフィックスや撮影、編集、作品の企画・制作を主な事業とし、2012年には『ブラック★ロックシューター』（テレビアニメ版）で初の制作元請けを行った（Ordetとの共同制作）。
2018年2月23日より、毎週金曜 21:00からYouTubeにて『ラッシュルーム』が配信されている。MCは松浦とアイドルPremonyのひなのあやが務め、撮影・編集をエディッツが担当する。番組内容は、サンジゲンが制作した作品を中心にアニメの作り方を学ぶ番組となっている。
2012年、第17回アニメーション神戸賞・特別賞を受賞。
2019年12月20日、ブシロードと資本提携と結ぶ。ブシロードは提携前よりウルトラスーパーピクチャーズの主要株主の一つであったが、サンジゲンにて『BanG Dream!』シリーズのアニメーション制作を担当したことをきっかけに資本提携を結ぶことになる。この提携はブシロードがハイクオリティなアニメーション作品を制作することを目的としており、提携後はBanG Dream!シリーズのほか、D4DJシリーズなどブシロード作品のアニメーションを多く手掛けるようになる。

## 関連企業
2011年8月8日、Ordet・トリガーと共にホールディングカンパニー『株式会社ウルトラスーパーピクチャーズ』を設立。松浦が代表取締役社長を務める。
2012年2月、ウルトラスーパーピクチャーズの傘下としてバーナムスタジオの里見哲朗・岩城忠雄と共に作画スタジオ『株式会社ライデンフィルム』を設立。設立当初は松浦が代表取締役を務め、2014年以降は取締役を務める。
2014年10月10日、パチンコ・パチスロメーカーのサミーと共同でCG映像制作会社『株式会社ギャラクシーグラフィックス』を設立。ウルトラスーパーピクチャーズの傘下となり、松浦が代表取締役を務める。サンジゲンのCG技術とサミーの遊技機開発の技術を融合させて新たな映像制作ラインを確立させることを目的としており、サンジゲン制作作品の多くに参加している。
2016年3月25日、ウルトラスーパーピクチャーズ傘下であるOrdetの創設者であった山本寛が代表取締役を辞任し、松浦が代表取締役を交代することとなった。Ordetは代表取締役交代以降、活動休止状態となっている。
2017年1月、社内ブランドとして活動していた編集チーム『エディッツ』が独立し法人化した。独立後はサンジゲン制作作品を中心に多くの作品にて映像編集、ディレクションを担当している。
2017年10月10日、株式会社SOLA ENTERTAINMENT、ギャラクシーグラフィックス 、東映アニメーションの共同出資により、フルCGアニメーションなどを制作するスタジオ『株式会社TENH ANIMATION MAGIC』を設立。松浦が取締役副社長を務める。
2018年6月1日、KADOKAWA、サミー、ウルトラスーパーピクチャーズの共同出資により、デジタル作画と3DCGの映像技術を融合させたハイブリッドデジタルアニメーション制作スタジオ『株式会社ENGI』を共同で設立。松浦は顧問を務める。
事業持株会社
- 株式会社ウルトラスーパーピクチャーズ - 松浦が代表取締役社長を務める

関連企業
- 株式会社ライデンフィルム - 2012年に、松浦が里見哲朗や岩城忠雄と共に設立したアニメーション制作会社
- 株式会社ギャラクシーグラフィックス - 松浦が代表取締役を務めていた。（2024年6月に持株比率100%サミー子会社になる）
- 株式会社Ordet - 松浦が代表取締役を務めていた（2019年時点、休眠状態）
- 株式会社TENH ANIMATION MAGIC - 松浦が取締役副社長を務める
- 株式会社ENGI - 松浦が顧問を務める
- 株式会社エディッツ - サンジゲンの編集部門が独立

## 制作体制
制作体制としては、社内に制作部、創作部（3DCG、色彩、撮影、デジタル作画）、システム開発部門を擁し、映像編集をエディッツが務める。元請制作では、背景美術を除きほとんどを内製、または関連会社と協力して制作する体制となっている。生産性の向上のために作品によって制作ラインを分けることはせず、基本的に全スタッフがすべての元請作品に関わる。また、セクションを明確に分けることは少なく、一人のスタッフが様々なセクションの仕事を担当できる環境となっている。
サンジゲンと関連会社のギャラクシーグラフィックスにて映像制作を志している新卒や業界未経験者を対象に、サンジゲンのCG制作について無料で講義を行う「サンジゲン・クリエイティブ・サーキット（SCC）」が1年ごとに開催されている。3ヶ月間の全課程を修了すると、希望する者に対しては面接などの選考を行った後に、サンジゲンやギャラクシーグラフィックスのスタッフとして採用される流れとなっている。
全国でスタッフを集めるために、全国7ヶ所に支社を設立する案を2011年頃に企画し、2012年7月に京都スタジオを設立。2015年に福岡スタジオ、2017年に名古屋スタジオを設けており、2019年5月には東京都立川市に立川スタジオ、2020年に金沢スタジオ、2021年に神戸スタジオを開設。他、東京都台東区に東部スタジオを持つ。終的な目標としては全体で1000人規模のスタッフを集めることを目標としている（2020年11月現在の従業員数は約250名）。これは、世界市場向けの企画を展開していくためである。
- 本社スタジオ（東京都杉並区） - 制作部、創造部（CGアニメーション）、システム開発部門、編集部門[17]。
- 立川スタジオ（東京都立川市） - 創造部（モデリング・リグ・CGアニメーション・デジタル作画・撮影）、編集部門[17]
- 東部スタジオ（東京都台東区）
- 名古屋スタジオ（愛知県名古屋市） - 創造部（モデリング・リグ・CGアニメーション・デジタル作画・背景）[17]
- 京都スタジオ（京都府京都市） - 創造部（モデリング・CGアニメーション）[17]
- 福岡スタジオ（福岡県福岡市） - 創造部（モデリング・CGアニメーション）、ゲーム開発部門[17]
- 金沢スタジオ（石川県金沢市）
- 神戸スタジオ（兵庫県神戸市）

## 特徴
3DCGアニメーションでは世界的に主流になっている一秒24コマのフルアニメーションではなく、動きを一秒8コマに簡略化したリミテッドアニメーションとセルルック（CGを手描きの作画アニメのように見せる技術）の組み合わせにより、3DCGを作画のように表現するスタイルを特徴としている。リミテッドやセルルックによる表現に注力する理由は、作画アニメを意識しているわけではなく、作画によるアニメが主流の国内アニメーション市場で地盤を固めるためである。
全編を3DCGで制作する体制を築き、表現方法をセルルックによるリミテッドアニメーションにすることで、モデルを1体制作するモデリング作業に2か月から4か月かかることからモデリング制作の期間や初期費用は作画アニメよりも必要となるが、一度制作されたモデルを使いまわせる点や作品全体に必要なスタッフを少人数に抑えられる点などから、作画アニメよりも全体的なコストを抑えることができ、生産性が向上する効果がある。また、過去作にて作成されたキャラクターのモデルや各種素材などを次回作に応用できる点から、技術の蓄積や作業の効率化につながっている。
作画のような表情を作るために、キャラクターごとに大量のモーフターゲット（モデルの表情を変形させるために必要な表情差分）を作成。モーフィング（モーフターゲットをもとにモデルの形状を別の形状に変化させる機能）を利用することで、表情豊かなアニメーションを実現している。さらに、作成したモデルの表情を制御するためのリグを通常より多く設定することで、CGアニメーターがモデルの表情や顔の輪郭を自由に操作できるようにしている。これにより各カットを担当するCGアニメーターの個性がモデルの動きだけではなく表情や顔の輪郭にも表れ、同じモデルを使用しながらも話数やカットごとに見た目や表情を変化させてCGアニメーターごとの個性を出すことが可能となったほか、作画でなければ難しいような映像表現も実現している。
2014年10月にデジタル作画部門を設立。ソフトにはTVPaint Animationを導入しており、作画によるレイアウトから原画、動画、仕上げ（色彩）までの作業をこのソフトですべて行える環境となっている。少ないカット数しか登場しない特殊な衣裳や人物、コミックテイストな視覚効果については、3DCGでモデルを制作して作業するより作画の方が品質もよくコストも抑えられるためデジタル作画を採用している。鉛筆と紙によるアナログ作画ではなくデジタル作画を使用することで、3DCGの上から重ねるように動きに合わせて絵を描き加えるときに、CGと作画がずれることを抑えることができ、映像の精度が上がる点で大きなメリットとなっている。また、デジタル作画を採用することでCGレイアウトをもとに作画を行うことが容易になるほか、制作進行の負担軽減、作画用紙の消費削減、膨大な量の動画の保存・管理の効率化、地方スタジオやグループ会社とのやり取りがスムーズになるなど様々な点で効率化が図れている。
撮影部門も社内に構えている。社内に撮影部門があることは、3DCGで作られたキャラクターとデジタルや手描きで描かれる背景美術を違和感なく馴染ませる処理やCGに馴染むエフェクトを加えることが効率的に行えるなどクオリティ向上につながっている。また、撮影された素材はサンジゲンから独立した映像編集部門「エディッツ」が編集している。同部門のメンバーが映像作品の監督や演出を務めることもある。
背景美術は作品によってはモデリングが大量に必要となりコストがかかりすぎてしまう点やセルルックに馴染む映像にするためにCGではあまり制作しておらず、CG背景や背景原図の作成以外は基本的に美術専門の制作会社に外注することがほとんどである。

## 作風
設立以降、SF作品をメインにアニメーション元請制作をしていたが、2018年より参加した『BanG Dream!』シリーズにて、自社元請制作作品としては初めて「非SF作品」であり「日常芝居」がメインのアニメーション作品の制作を務めた。これは、日常芝居をしっかりと描いて評価されることが、今後のサンジゲンにとって重要な課題だと松浦が判断したためである。なお、松浦は『BanG Dream!』プロジェクト立ち上げ当初からプロデューサーやCGアドバイザーとしてプロジェクトに関わっている。理由としては、プロジェクト開始当初、ブシロードがミュージックビデオを含めたアニメーション制作をサンジゲンに依頼していたため。スケジュールの関係でサンジゲンは制作を引き受けられなかったが、元々バンド経験者でもあった松浦は何らかの形でプロジェクトに関わりたいと考え企画に参加し、後のサンジゲンの本格的な企画参加につなげた。

## 作品履歴

### テレビアニメ
| 開始年 | 放送期間         | タイトル                             | 監督                          | 共同制作                             |
| ------ | ---------------- | ------------------------------------ | ----------------------------- | ------------------------------------ |
| 2012年 | 2月 - 3月        | ブラック★ロックシューター            | 吉岡忍                        | Ordet                                |
| 2012年 | 10月 - 12月      | うーさーのその日暮らし               | 山田豊徳                      |                                      |
| 2013年 | 10月 - 12月      | 蒼き鋼のアルペジオ -アルス・ノヴァ-  | 岸誠二                        |                                      |
| 2013年 | 10月 - 12月      | ミス・モノクローム -The Animation-   | 岩崎良明                      | ライデンフィルム                     |
| 2014年 | 1月 - 3月        | うーさーのその日暮らし 覚醒編        | セトウケンジ                  | ライデンフィルム                     |
| 2015年 | 4月 - 9月        | アルスラーン戦記                     | 阿部記之                      | ライデンフィルム                     |
| 2015年 | 7月 - 9月        | ミス・モノクローム -The Animation- 2 | 岩崎良明                      | ライデンフィルム                     |
| 2015年 | 7月 - 9月        | うーさーのその日暮らし 夢幻編        | 水島精二                      |                                      |
| 2015年 | 10月 - 12月      | ミス・モノクローム -The Animation- 3 | 岩崎良明                      |                                      |
| 2016年 | 1月 - 3月        | ブブキ・ブランキ                     | 小松田大全                    |                                      |
| 2016年 | 10月 - 12月      | ブブキ・ブランキ 星の巨人            | 小松田大全                    |                                      |
| 2017年 | 4月 - 6月        | ID-0                                 | 谷口悟朗                      |                                      |
| 2018年 | 7月 - 12月       | BanG Dream! ガルパ☆ピコ              | 森井ケンシロウ（総） 宮嶋星矢 | DMM.futureworks/ダブトゥーンスタジオ |
| 2019年 | 1月 - 3月        | BanG Dream! 2nd Season               | 柿本広大                      |                                      |
| 2020年 | 1月 - 4月        | BanG Dream! 3rd Season               | 柿本広大                      |                                      |
| 2020年 | 4月 - 7月        | アルゴナビス from BanG Dream!        | 錦織博                        |                                      |
| 2020年 | 4月 - 6月        | 新サクラ大戦 the Animation           | 小野学                        |                                      |
| 2020年 | 7月 - 12月       | BanG Dream! ガルパ☆ピコ〜大盛り〜    | 宮嶋星矢                      | DMM.futureworks/ダブトゥーンスタジオ |
| 2020年 | 10月 - 2021年1月 | D4DJ First Mix                       | 水島精二                      |                                      |
| 2021年 | 7月 - 10月       | D_CIDE TRAUMEREI                     | 今義和                        |                                      |
| 2022年 | 7月              | BanG Dream! Morfonication            | 柿本広大（総） 梅津朋美       |                                      |
| 2022年 | 8月              | D4DJ Double Mix                      | 水島精二（総） 鈴木大介       |                                      |
| 2023年 | 1月 - 3月        | D4DJ All Mix                         | 水島精二（総） 鈴木大介       |                                      |
| 2023年 | 6月 - 9月        | BanG Dream! It's MyGO!!!!!           | 柿本広大                      |                                      |
| 2025年 | 1月 - 3月        | BanG Dream! Ave Mujica               | 柿本広大                      |                                      |
| 2025年 | 4月 - 5月        | GUILTY GEAR STRIVE: DUAL RULERS      | 森川滋                        |                                      |
| 2026年 | 春               | ニワトリ・ファイター                 | 鈴木大介                      |                                      |

### 劇場アニメ
| 公開年 | タイトル                                           | 監督                    | 共同制作         |
| ------ | -------------------------------------------------- | ----------------------- | ---------------- |
| 2012年 | 009 RE:CYBORG                                      | 神山健治                | Production I.G   |
| 2014年 | 劇場版 頭文字D Legend1-覚醒-                       | 日高政光                | ライデンフィルム |
| 2015年 | 劇場版 蒼き鋼のアルペジオ -アルス・ノヴァ- DC      | 岸誠二                  |                  |
| 2015年 | 劇場版 蒼き鋼のアルペジオ -アルス・ノヴァ- Cadenza | 岸誠二                  |                  |
| 2015年 | 新劇場版 頭文字D Legend2-闘走-                     | 日高政光（総） 中智仁   | ライデンフィルム |
| 2016年 | 新劇場版 頭文字D Legend3-夢現-                     | 日高政光（総） 中智仁   | ライデンフィルム |
| 2019年 | 劇場版 BanG Dream! FILM LIVE                       | 梅津朋美                |                  |
| 2021年 | 劇場版 BanG Dream! Episode of Roselia              | 柿本広大（総） 三村厚史 |                  |
| 2021年 | 劇場版 BanG Dream! FILM LIVE 2nd Stage             | 梅津朋美                |                  |
| 2021年 | 劇場版アルゴナビス 流星のオブリガート              | 森川滋                  |                  |
| 2022年 | 劇場版 BanG Dream! ぽっぴん'どりーむ!              | 柿本広大（総） 植高正典 |                  |
| 2023年 | 劇場版アルゴナビス AXIA                            | 森川滋                  |                  |
| 2024年 | 劇場版「Bang Dream! It's MyGO!!!!!」               | 柿本広大                |                  |

### Webアニメ
| 配信年 | タイトル                 | 監督       | 共同制作                               |
| ------ | ------------------------ | ---------- | -------------------------------------- |
| 2017年 | モンスターストライク     | 浜名孝行   | XFLAG PICTURES、横浜アニメーションラボ |
| 2017年 | いたずら魔女と眠らない街 | 小松田大全 |                                        |

### アニメーションMV
- ラブライブ!
  - 『僕らのLIVE 君とのLIFE』（CGプロデュース・3DCGI、2010年[29]）
  - 『Snow halation』（CGプロデュース・3DCGI、2010年[29]）
  - 『夏色えがおで1,2,Jump!』（CGプロデュース・3DCGI、2011年）
- BanG Dream!
  - 『Neo-Aspect』（2018年）
  - 『もういちど ルミナス』（2018年）
  - 『ツナグ、ソラモヨウ』（2018年）
  - 『キミがいなくちゃっ！』（2018年）
  - 『Daylight -デイライト-』（2020年）
  - 『!NVADE SHOW!』（2020年）
  - 『ONE OF US』（2020年）
  - 『TITLE IDOL』（2020年）
  - 『にこにこねくと！』（2021年）
  - 『Live Beyond!!』（2021年）
  - 『Sprechchor』（2021年）
- アイドルマスター シンデレラガールズ
  - 『スパイスパラダイス～カレーメシver.～』（2018年[30]）
- ARGONAVIS from BanG Dream!
  - 『ゴールライン』（2019年）
- D4DJ
  - 『Happy Music♪』（2020年）
  - 『A lot of life』（2020年）
  - 『Wish You Luck』（2020年）
- ホロライブプロダクション
  - 『サイキョウチックポルカ』（2022年）
  - 『What an amazing swing』（2023年）
  - 『パイパイ仮面でどうかしらん？』（2024年）

### CM
| 年     | タイトル                                  |
| ------ | ----------------------------------------- |
| 2011年 | サントリー『PEPSI NEX×009 RE:CYBORG』     |
| 2012年 | ブシロード 企業CM『お花見篇』             |
| 2012年 | グッドスマイルカンパニー 企業CM           |
| 2019年 | 午後の紅茶×BanG Dream! コラボレーションCM |

### ゲーム
| 年     | タイトル                                |
| ------ | --------------------------------------- |
| 2008年 | シグマ ハーモニクス                     |
| 2008年 | クイズマジックアカデミー                |
| 2008年 | 機動戦士ガンダム00 ガンダムマイスターズ |
| 2019年 | ファイアーエムブレム 風花雪月           |
| 2019年 | 新サクラ大戦                            |

### その他
| 年     | タイトル                                                   | 備考                                          |
| ------ | ---------------------------------------------------------- | --------------------------------------------- |
| 2006年 | 3ds Max CGアニメライズ・テクニック                         | 書籍、ビー・エヌ・エヌ新社                    |
| 2008年 | ROCK MUSICAL BLEACH DX                                     | 舞台                                          |
| 2009年 | ジャンプスーパーアニメツアー2009                           | イベント                                      |
| 2012年 | 堀江由衣『堀江由衣をめぐる冒険III〜Secret Mission Tour〜』 | ライブ                                        |
| 2012年 | リンキン・パーク                                           | 『Power the World』チャリティーアニメーション |
| 2015年 | ULTRA SUPER ANIME TIME                                     | -2016年、ジングル制作                         |
| 2016年 | アニメを3D(サンジゲン)に!                                  | 書籍、松浦裕暁（著）・星海社新書              |

### 制作協力・3DCG関連の参加作品
主に3DCG、撮影、編集作業にメインスタッフ、制作協力として参加した作品を掲載。
| 放送年 | タイトル                                                        | 制作元請                             | 備考                                               |
| ------ | --------------------------------------------------------------- | ------------------------------------ | -------------------------------------------------- |
| 2006年 | よみがえる空 -RESCUE WINGS-                                     | J.C.STAFF                            | 各話制作協力                                       |
| 2006年 | 奏光のストレイン                                                | スタジオ・ファンタジア               | 各話制作協力                                       |
| 2007年 | アイドルマスター XENOGLOSSIA                                    | サンライズ                           | 各話制作協力                                       |
| 2007年 | DARKER THAN BLACK -黒の契約者-                                  | BONES                                | 各話制作協力                                       |
| 2007年 | かみちゃまかりん                                                | サテライト                           | 各話制作協力                                       |
| 2007年 | 天元突破グレンラガン                                            | ガイナックス                         | 各話制作協力                                       |
| 2007年 | モノノ怪                                                        | 東映アニメーション                   | 各話制作協力                                       |
| 2007年 | スカルマン                                                      | BONES                                | 各話制作協力                                       |
| 2007年 | スカイガールズ                                                  | J.C.STAFF                            | 各話制作協力                                       |
| 2007年 | 機動戦士ガンダム00                                              | サンライズ                           | 各話制作協力                                       |
| 2008年 | 黒塚 KUROZUKA                                                   | マッドハウス                         | 各話制作協力                                       |
| 2008年 | タイタニア                                                      | アートランド                         | 各話制作協力                                       |
| 2008年 | 機動戦士ガンダム00 セカンドシーズン                             | サンライズ                           | 各話制作協力                                       |
| 2009年 | RIDEBACK                                                        | マッドハウス                         | 各話制作協力                                       |
| 2009年 | 宇宙をかける少女                                                | サンライズ                           | 各話制作協力                                       |
| 2009年 | チーズスイートホーム あたらしいおうち                           | マッドハウス                         | 各話制作協力                                       |
| 2009年 | ヤッターマン                                                    | タツノコプロ                         | 各話制作協力                                       |
| 2009年 | シャングリ・ラ                                                  | ゴンゾ                               | 各話制作協力                                       |
| 2009年 | アスラクライン                                                  | セブン・アークス                     | 各話制作協力                                       |
| 2009年 | アスラクライン2                                                 | セブン・アークス                     | 各話制作協力                                       |
| 2009年 | 咲-Saki-                                                        | ゴンゾ→ピクチャーマジック            | 各話制作協力                                       |
| 2009年 | 獣の奏者 エリン                                                 | Production I.G トランス・アーツ      | 各話制作協力                                       |
| 2009年 | 空中ブランコ                                                    | 東映アニメーション                   | 各話制作協力                                       |
| 2009年 | そらのおとしもの                                                | AIC ASTA                             | 各話制作協力                                       |
| 2010年 | おおかみかくし                                                  | AIC                                  | 各話制作協力                                       |
| 2010年 | ダンス イン ザ ヴァンパイアバンド                               | シャフト                             | 各話制作協力                                       |
| 2010年 | はなまる幼稚園                                                  | ガイナックス                         | 各話制作協力                                       |
| 2010年 | アイアンマン                                                    | マッドハウス                         | 各話制作協力                                       |
| 2010年 | kiss×sis                                                        | feel.                                | 各話制作協力                                       |
| 2010年 | 迷い猫オーバーラン!                                             | AIC                                  | 各話制作協力                                       |
| 2010年 | HEROMAN                                                         | BONES                                | 各話制作協力                                       |
| 2010年 | 裏切りは僕の名前を知っている                                    | J.C.STAFF                            | 各話制作協力                                       |
| 2010年 | 祝福のカンパネラ                                                | AIC                                  | 各話制作協力                                       |
| 2010年 | セキレイ〜Pure Engagement〜                                     | セブン・アークス                     | 各話制作協力                                       |
| 2010年 | アマガミSS                                                      | AIC                                  | 各話制作協力                                       |
| 2010年 | パンティ&ストッキングwithガーターベルト                         | ガイナックス                         | 各話制作協力                                       |
| 2010年 | 俺の妹がこんなに可愛いわけがない                                | AIC Build                            | 各話制作協力                                       |
| 2010年 | とある魔術の禁書目録II                                          | J.C.STAFF                            | 各話制作協力                                       |
| 2011年 | 放浪息子                                                        | AIC Classic                          | 各話制作協力                                       |
| 2011年 | DOG DAYS                                                        | セブン・アークス                     | 各話制作協力                                       |
| 2011年 | Aチャンネル                                                     | Studio五組                           | 各話制作協力                                       |
| 2011年 | 緋弾のアリア                                                    | J.C.STAFF                            | 各話制作協力                                       |
| 2011年 | デッドマン・ワンダーランド                                      | マングローブ                         | 各話制作協力                                       |
| 2011年 | TIGER & BUNNY                                                   | サンライズ                           | 各話制作協力                                       |
| 2011年 | ロウきゅーぶ!                                                   | project No.9 Studio Blanc.           | 各話制作協力                                       |
| 2011年 | 輪るピングドラム                                                | ブレインズ・ベース                   | 各話制作協力                                       |
| 2011年 | ちはやふる                                                      | マッドハウス                         | 第20話撮影                                         |
| 2011年 | 境界線上のホライゾン                                            | サンライズ                           | 各話制作協力                                       |
| 2011年 | ラストエグザイル-銀翼のファム-                                  | ゴンゾ                               | 各話制作協力                                       |
| 2011年 | 灼眼のシャナIII -Final-                                         | J.C.STAFF                            | 各話制作協力                                       |
| 2012年 | LUPIN the Third -峰不二子という女-                              | トムス・エンタテインメント /Po10tial |                                                    |
| 2012年 | blossom                                                         | Ordet                                |                                                    |
| 2012年 | 咲-Saki-阿知賀編 episode of side-A                              | Studio五組                           | 各話制作協力                                       |
| 2012年 | あの夏で待ってる                                                | J.C.STAFF                            | 各話制作協力                                       |
| 2012年 | DOG DAYS'                                                       | セブン・アークス                     | 各話制作協力                                       |
| 2012年 | リタとナントカ                                                  | 日本アニメーション                   | 各話制作協力                                       |
| 2012年 | 境界線上のホライゾンII                                          | サンライズ                           | 各話制作協力                                       |
| 2013年 | 戦勇。                                                          | Ordet LIDEN FILMS                    | 各話制作協力                                       |
| 2013年 | キルラキル                                                      | TRIGGER                              |                                                    |
| 2014年 | 山田くんと7人の魔女                                             | ライデンフィルム                     | 撮影・CGアニメーション制作                         |
| 2015年 | ヘヴィーオブジェクト                                            | J.C.STAFF                            |                                                    |
| 2016年 | 宇宙パトロールルル子                                            | TRIGGER                              | 撮影                                               |
| 2017年 | まけるな!!あくのぐんだん!                                       | タツノコプロ                         | 各話制作協力                                       |
| 2023年 | ウマ娘 プリティーダービー ROAD TO THE TOP                       | CygamesPictures                      | CGアニメーション制作 （CygamesPicturesと共同制作） |
| 2023年 | Paradox Live THE ANIMATION                                      | PINE JAM                             | CGアニメーション制作                               |
| 2024年 | 異修羅                                                          | パッショーネ                         | 撮影・CGアニメーション制作                         |
| 2024年 | メタリックルージュ                                              | BONES                                | 3DCG制作                                           |
| 2024年 | 狼と香辛料 MERCHANT MEETS THE WISE WOLF                         | パッショーネ                         | CGアニメーション制作                               |
| 2024年 | 菜なれ花なれ                                                    | P.A.WORKS                            | 3DCG制作                                           |
| 2024年 | ソードアート・オンライン オルタナティブ ガンゲイル・オンラインⅡ | A-1 Pictures                         | オープニング制作協力（2Dワークス・3DCG）           |
| 2025年 | まったく最近の探偵ときたら                                      | ライデンフィルム                     | 3DCG制作                                           |

| 公開年 | タイトル                                                             | 制作元請           | 備考     |
| ------ | -------------------------------------------------------------------- | ------------------ | -------- |
| 2007年 | ヱヴァンゲリヲン新劇場版:序                                          | カラー             |          |
| 2009年 | 天元突破グレンラガン 羅巌篇                                          | ガイナックス       |          |
| 2010年 | 劇場版 機動戦士ガンダム00 -A wakening of the Trailblazer-            | サンライズ         |          |
| 2010年 | マルドゥック・スクランブル 圧縮                                      | GoHands            |          |
| 2011年 | 映画 プリキュアオールスターズDX3 未来にとどけ! 世界をつなぐ☆虹色の花 | 東映アニメーション |          |
| 2011年 | Xi AVANT                                                             | Produciton I.G     |          |
| 2011年 | トワノクオン                                                         | BONES              |          |
| 2013年 | 劇場版 とある魔術の禁書目録 -エンデュミオンの奇蹟-                   | J.C.STAFF          |          |
| 2013年 | リトル ウィッチ アカデミア                                           | TRIGGER            |          |
| 2016年 | ポケモン・ザ・ムービーXY&Z ボルケニオンと機巧のマギアナ              | オー・エル・エム   | 撮影協力 |
| 2019年 | プロメア                                                             | TRIGGER            | 3DCG制作 |
| 2024年 | 劇場版すとぷり はじまりの物語～Strawberry School Festival!!!         | ライデンフィルム   | 3DCG制作 |

| 発売年 | タイトル                  | 制作元請   |
| ------ | ------------------------- | ---------- |
| 2006年 | 舞-乙HiME Zwei            | サンライズ |
| 2008年 | 舞-乙HiME 0〜S.ifr〜      | サンライズ |
| 2010年 | ブラック★ロックシューター | Ordet      |
| 2012年 | Aチャンネル+smile         | Studio五組 |